# Blodticka
Blodticka (Gloeoporus taxicola) är en svampart som först beskrevs av Christiaan Hendrik Persoon, och fick sitt nu gällande namn av Gilb. & Ryvarden 1985. Gloeoporus taxicola ingår i släktet Gloeoporus och familjen Meruliaceae.   Inga underarter finns listade i Catalogue of Life.
I den svenska databasen Dyntaxa används istället namnet Meruliopsis taxicola för samma taxon.  Arten är reproducerande i Sverige.